# NGC 4197
NGC 4197 is een spiraalvormig sterrenstelsel in het sterrenbeeld Maagd. Het hemelobject werd op 13 april 1784 ontdekt door de Duits-Britse astronoom William Herschel.

## Synoniemen
- UGC 7247
- IRAS 12121+0605
- MCG 1-31-29
- VV 520
- ZWG 41.52
- VCC 120
- FGC 1390
- PGC 39114